# Resolución 4K

Comparación de 4K en relación con otras resoluciones en la relación de aspecto 16:9.

4K hace referencia a varios formatos y no se refiere a un tamaño o resolución de pantalla concreto, sino a los distintos tamaños de imagen que tienen alrededor de 4000 píxeles de resolución horizontal. Existen dos tipos de resolución 4K que se diferencian por su relación de aspecto: por una parte, el DCI 4K con una resolución de 4096 × 2160 como estándar emergente para resolución en cine digital y en infografía, de relación 17:9, y por otra parte el 4K UHDV 3840 × 2160 (2160p) usado en la industria de la televisión digital, de relación 16:9.

## 4K

### Visión general
El 4K es una mejora de la resolución de la imagen que integran los televisores actuales, capaz de cuadruplicar la resolución que ofrece la alta definición, HD o High-Definition. Esta tecnología es capaz de alcanzar los 3840 × 2160 píxeles y también se le conoce como Ultra HD. Este formato ya se encuentra al alcance del público y no solo de los videojuegos como eran considerados en un inicio, ya que ésta bajó de precio y los hogares han cambiado su Internet convencional por fibra óptica.
La resolución 4K fue la protagonista del evento Consumer Electronics Show, conocido como CES, durante el año 2014. En esta feria tecnológica tan importante a nivel mundial, las grandes compañías informáticas presentaron los primeros monitores con resolución 4K y rápidamente empresas como Netflix y Youtube se unieron a esta tecnología y subieron sus contenidos en esa resolución. Sin embargo, aún está la limitación de que muchas conexiones a Internet son muy lentas para poder transmitir los contenidos a 4K correctamente y a las velocidades necesarias.
La Tecnología 4K como es mencionada, es capaz de desplegar ocho millones de píxeles en comparación al Full HD que despliega dos millones. Con una resolución 4K es posible ver detalles que de otra manera pasarían desapercibidos. Encontrar contenido en esta definición es cada vez más común en 2019, sin embargo sigue sin ser un estándar; lo que sí es comprobable es que al comparar una fotografía 4K con una Full HD, la diferencia será notoria y para los diseñadores gráficos por ejemplo, será una tecnología valiosa ya que se lograrán formas y colores más precisos a la hora de trabajar.
La mayoría de pantallas Full HD son de tecnología LCD, ya que el OLED no logró tener tanto éxito como lo hizo el Plasma y el LCD; pero esto hace más evidente que en síntesis la Tecnología 4K no es muy diferente a estas viejas tecnologías y su principal diferencia son la cantidad de píxeles en pantalla.
El 4K es la resolución máxima para ver (por ejemplo) los videos de YouTube, aunque se necesita un buen equipo para ver un video en esa resolución, ya que consume muchos recursos. 
Uno de los descubrimientos más sorprendentes del autor están en que a pesar de que la Tecnología 4K tiene mayor cantidad de píxeles, tienen densidades muy parecidas a los televisores Full HD más populares. Esto muestra a que otra de las diferencias está en que las pantallas 4K son mucho más grandes que los Full HD, ya que en la tecnología anterior se hacían más grandes los píxeles al aumentar el tamaño de la pantalla. Con una mayor cantidad de píxeles los fabricantes han podido abarcar más superficie sin preocuparse por pérdida de calidad, y esto se traduce en una densidad de píxeles similares a los antiguos televisores Full HD.
Sobre los beneficios, el más claro está en la mayor resolución, ya que las imágenes cuentan con más píxeles y nos permiten ver mejores detalles. Además, la distancia para visionar los contenidos es entonces menor y nos permite tener una mejor representación del color con mayores rangos, mejor iluminación y degradados más naturales.
Sin embargo el autor también destacó que el mayor problema seguirá siendo que no podremos transmitir por internet los contenidos ya que se requerirá de un ancho de banda bastante alto. Otros de los problemas está en que no es fácilmente transferible en formato físico, ya que los vídeos en 4K por ejemplo pueden ocupar incluso más de 160 GB en espacio; esto nos obligaría a ver las películas o vídeos en disco duro y eso no es rentable para los usuarios ni la industria.

### Los dos tipos de resoluciones 4K
- 4096 × 2160[5] (17:9)[6] (unos 8,8 megapíxeles) - Full 4K[7] (resolución de pantallas de los cines)
- 3840 × 2160 (16:9) (unos 8,3 megapíxeles) (4K UHDV) (resolución de las pantallas de TV UHD)

En el cine digital, la resolución de píxeles varía según la relación de aspecto. Algunos ejemplos de equipos de grabación digital 4K son el Dalsa Origin anunciado en 2003 y lanzado en 2006 como la primera cámara de cine digital 4K disponible comercialmente—, la Red One —anunciada en 2006 y lanzada en 2007—, la Red Epic —lanzada a principios de 2011— y la Sony CineAlta F65 —anunciada en abril de 2011—. El sistema de Dalsa Origin graba imágenes con resolución 4096×2048 y la Red One graba imágenes a 4096×2304.
| Estándar          | Resolución  | Relación de aspecto | Píxeles    |
| ----------------- | ----------- | ------------------- | ---------- |
| Apertura total 4K | 4096 × 3112 | 1,32:1              | 12 746 752 |
| Académico 4K      | 3656 × 2664 | 1,37:1              | 9 739 584  |
| Cinema Digital 4K | 4096 × 1714 | 2,39:1              | 7 020 544  |
| Cinema Digital 4k | 3996 × 2160 | 1,85:1              | 8 631 360  |

| Estándar             | Resolución  | DAR    | PAR | Píxeles    |
| -------------------- | ----------- | ------ | --- | ---------- |
| Apertura total 4K    | 4096 × 3112 | 4:3    | 1:1 | 12 746 752 |
| Formato académico 4K | 3656 × 2664 | 1.37:1 | 1:1 | 9 739 584  |

## Full 4K y 4K UHDV
4K es la resolución mínima utilizada en UHDV; su resolución es de 3840 × 2160 píxeles, 2160p/2160i (16:9) (8,29 megapíxeles, aprox 8,3). Tiene el doble de resolución lineal del estándar 1080p, por lo que tiene el cuádruple de superficie. Del mismo modo, el estándar 4K tiene el triple de resolución lineal del estándar 720p, por lo que tiene una superficie nueve veces mayor. Si en la siguiente tabla sumamos todo, sale el mencionado 4K:
| 4K UHDV (3840 × 2160) | 4K UHDV (3840 × 2160) |
| --------------------- | --------------------- |
| 1080p (1920 × 1080)   | 1080p (1920 × 1080)   |
| 1080p (1920 × 1080)   | 1080p (1920 × 1080)   |

| 4K UHDV (3840 × 2160) | 4K UHDV (3840 × 2160) | 4K UHDV (3840 × 2160) |
| --------------------- | --------------------- | --------------------- |
| 720p (1280 × 720)     | 720p (1280 × 720)     | 720p (1280 × 720)     |
| 720p (1280 × 720)     | 720p (1280 × 720)     | 720p (1280 × 720)     |
| 720p (1280 × 720)     | 720p (1280 × 720)     | 720p (1280 × 720)     |

## Historia
Según Carrasco (2010, p. 133), en el mundo del cine hubo una guerra comercial cuando nació como tal. Tras ella quedaron como estándares dos tamaños de películas: el 16 mm y el 35 mm. Con la llegada y mejora de los equipos digitales la producción y posproducción de películas se pasó a realizar en soportes digitales, por lo que hubo de hallar un equivalente a estos dos anchos de película; puesto que la naturaleza digital es muy diferente de la emulsión química, se buscaron los valores más aproximados. Estos resultaron 2048 para la de 16 mm, también llamada Resolución 2K y 4096 para la de 35 mm. Pero hay diferentes resoluciones conocidas por 2K y 4K.

### 2013
En este año, la Corporación RTVE realiza la primera prueba experimental 4K. Es un montaje de 5 minutos sobre la ciudad de Barcelona que se exhibe en el MWC de ese mismo año.
Meses más tarde, la empresa pública produce el primer documental comercial europeo en 4K, "La Pasión del Prado". Obra escrita y dirigida por Juan Carlos González y José G. Morillas Cantero (guionista junto a Carlos Saura y autor del proyecto original de Las Paredes Hablan, película documental dirigida por Saura presentada en el Festival de San Sebastián 2022).
La Pasión del Prado se estrenó en el Festival de San Sebastián de 2013; aunque no se emitió por televisión hasta mayo de 2017.

### Canal+ 4K
El jueves 13 de junio de 2013 fue el día elegido por Canal+ para mostrar vía satélite una emisión en resolución 4K UHD, a través de su nuevo canal dedicado a esta resolución, Canal+ 4K.

### 2014/2017
- Radio Televisión Española lanza mediante el satélite Hispasat un canal experimental en 4K llamado RTVE 4K que dará comienzo a otro canal en ese formato definitivamente. De momento sólo se puede ver por satélite y está en pruebas.

- El 3 de junio de 2017, Atresmedia emitió la final de la Champions League en tecnología 4K.  Archivado el 15 de junio de 2017 en Wayback Machine.

### Copa del Mundo Rusia 2018
- DirecTV transmitió en 4K el Campeonato de Fútbol Rusia 2018, a todos los suscriptores que contaran con televisores UHD, mediante la contratación de nuevos decodificadores 4K.

### Copa del Mundo Catar 2022
- SKY México transmitió en 4K el Campeonato de Fútbol Catar 2022, a todos los suscriptores que contaran con televisores UHD, mediante la contratación de nuevos decodificadores 4K.

### Sucesor
Hay diferentes resoluciones conocidas por 8K, entre ellas están 8K, un estándar emergente para resolución en cine digital y en gráficas de ordenadores y 8K UHDV (4320p) usada en la industria de la televisión digital, las cuales son representadas por el conteo de píxeles verticales.

## Lista de dispositivos 4K
Los siguientes dispositivos son compatibles con 4K de manera nativa:
Nota: en algunos casos muestran submuestreo.

### Monitores
| Fabricante          | Dispositivo    | Modelo                                                 | Resolución          | Diagonal    | PPP                  | Fecha de lanzamiento                              | MSRP                          | Entradas de señal                                                                             |
| ------------------- | -------------- | ------------------------------------------------------ | ------------------- | ----------- | -------------------- | ------------------------------------------------- | ----------------------------- | --------------------------------------------------------------------------------------------- |
| Astrodesign         | monitor        | DM-3400 DM-3410 DM-3410-A DM-3412                      | 3840x2160           | 56” 60”     | 78,68 73,43          |                                                   |                               | 3G/HD-SDI, DVI-Dx4ch(single) o DVI-Dx2ch(dual)                                                |
| Acer                | monitor        | Predator XB280HK CB280HKbmjdppr                        | 3840x2160           | 28" 28"     | 161 161              | Septiembre de 2014                                | 699€ 599€                     | 1xDisplayport USB Hub DVI HDMI(MHL) DP 1miniDP MM                                             |
| ASUS                | monitor        | PQ321 PQ321QE PB287Q                                   | 3840x2160           | 31,5” 28"   | 139,87 71,12         | Julio de 2013 Septiembre de 2013 Junio de 2014    | 3499$ USD 890€                | HDMI x2, DisplayPort 1.2 x1 DisplayPort 1.2 x1, VGA x1, AV x1 HDMI x2, DisplayPort x1         |
| Barco               | monitor        | LC-5621                                                | 3840x2160           | 56”         | 78,68                | Abril de 2007                                     |                               | DLDVI-D x2                                                                                    |
| Dell                | monitor        | UltraSharp UP2414Q UltraSharp P2814 UltraSharp UP3214Q | 3840x2160           | 24” 28” 32” | 183,58 157,35 137,68 | Diciembre de 2013 Inicios de 2014 Finales de 2013 | 1299$ USD 1000$ USD 3500$ USD | HDMI x1, MiniDP x1, DP(1.2a)x1 DLDVI-D x?                                                     |
| Eizo                | monitor        | DuraVision FDH3601                                     | 4096x2160           | 36,4”       | 127,22               | Septiembre de 2011                                | 36 000$ USD                   | DLDVI-D x2, DP x2                                                                             |
| IBM                 | monitor        | IBM T220/T221                                          | 3840x2400           | 22,2”       | 198,46               | Junio de 2001                                     | 17.999$ USD                   | DVI-D x4                                                                                      |
| JVC                 | monitor        | PS-840UD RS-840UD                                      | 3840x2160           | 84”         | 52,45                | Enero de 2013                                     | 20 000$ USD                   | HDMI 1.3a x4 HDMI 1.4a x3                                                                     |
| LG                  | monitor        | LM310UH1-SLA1                                          | 4096x2160           | 31”         | 149,38               |                                                   |                               |                                                                                               |
| Mitsubishi Electric | monitor        | 56P-QF65LCU                                            | 3840x2160           | 56”         | 78,68                | Abril de 2012                                     | 44 140$ USD                   | DVI-D x4                                                                                      |
| Optik View          | monitor        | DC801 DC802 DC804                                      | 3840x2160           | 56”         | 78,68                | Septiembre de 2011 Enero de 2012 Junio de 2012    |                               | DC801:2× DVI-DL DC802:4×(DVI-D, HDMI, DisplayPort) DC804:4×(DVI-D, HDMI, DisplayPort, 3G-SDI) |
| Panasonic           | monitor        | BT-4LH310                                              | 4096x2160           | 31”         | 149,38               | 2013                                              |                               | HDMI 1.4a, Disport Port 1.1, GPI                                                              |
| Samsung             | monitor        | 31.5" 4K                                               | 3840x2160           | 31,5"       | 139,87               |                                                   |                               | DVI-D x?                                                                                      |
| Sharp, Eyevis       | monitor        | EYE-LCD6400-4K                                         | 3840x2160           | 64"         | 68,84                |                                                   | 53.000$ USD                   | DVI-D x4                                                                                      |
| Sharp               | monitor        | PN-K321 PN-K322B                                       | 3840x2160           | 32"         | 137,68               | Noviembre de 2012 Julio de 2013                   | 5.500$ USD                    | HDMI x2, DP                                                                                   |
| Sony                | monitor        | SRM-L560                                               | 4096x2160           | 56"         | 82,69                | Diciembre de 2009                                 | 25 000$ USD                   | HDMI x2                                                                                       |
| Sony                | monitor (OLED) | ?                                                      | 4096x2160 3840x2160 | 30" 56"     | 154,35 78,68         | 2014                                              |                               |                                                                                               |
| TVLogic             | monitor        | LUM-300W LUM-560W                                      | 4096x2160 3840x2160 | 30" 56"     | 154,35 78,68         | 2013 Abril de 2011                                | 65 995$ USD                   | HD-SDI, 3G-SDI, HDMI DVI-D x4, 1.5/3G-SDI x4, HDMI x4                                         |
| ViewSonic           | monitor        | VP3280-LED                                             | 3840x2160           | 31,5"       | 139,87               | 2013                                              | 4000–5000$ USD                | DVI-DL x2, HDMI, DisplayPort 1.2                                                              |

### Televisores
| Fabricante    | Dispositivo | Modelo                                                                  | Resolución          | Diagonal        | PPP                      | Soporte HEVC | Fecha de lanzamiento                                                          | MSRP | Entradas de señal                   |
| ------------- | ----------- | ----------------------------------------------------------------------- | ------------------- | --------------- | ------------------------ | ------------ | ----------------------------------------------------------------------------- | --- | ----------------------------------- |
| Changhong     | TV          | UD55B6000i UD58B6000i UD65B6000i                                        | 3840x2160           | 55" 58" 65"     | 80,11 75,96 67,78        |              | 2013                                                                          | 10.000元 CNY (~1.600$ USD) 16.000元 CNY (~2.600$ USD) 24.000元 CNY (~3.900$ USD)                               | HDMI 1.4 x?                         |
| Changhong     | TV          | 3D55B8000i 3D65B8000i                                                   | 3840x2160           | 55" 65"         | 80,11 67,78              |              | 2013                                                                          | 11.000元 CNY (~1.800$ USD) 26 000元 CNY (~4200$ USD)                                                           | HDMI 1.4 x3                         |
| Changhong     | TV          | UD75B9000i UD85B9000i                                                   | 3840x2160           | 75" 85"         | 58,74 51,83              |              | 2013                                                                          | 130.000元 CNY (~21.000$ USD)                                                                                   | HDMI x?                             |
| CHIMEI        | TV          | TL-50UD TL-65UD TL-84UD                                                 | 3840x2160           | 50" 65" 84"     | 88,12 67,78 52,45        |              | 2013                                                                          | 33.990NT$ TWD (~1.135$ USD) 109 000NT$ TWD (~3.640$ USD)                                                       | HDMI 1.4 x4                         |
| Grundig       | TV          | FLX 9490 SL                                                             | 3840x2160           | 65"             | 67,78                    |              | 2014 Q1                                                                       | | HDMI x?                             |
| Haier         | TV          | LD50H9000 LD58H9000v LD65H9000                                          | 3840x2160           | 50" 58" 65"     | 88,12 75,96 67,78        |              | 2013                                                                          | 11 000元 CNY (~1800$ USD) 15 000元 CNY (~2500$ USD) 22 000元 CNY (~3.600$ USD)                                 | HDMI 1.4 x3                         |
| Hisense       | TV          | 50XT880G3DU 58XT880G3DU 65XT880G3DU                                     | 3840x2160           | 50" 58" 65"     | 88,12 75,96 67,78        |              | 2012 Q4                                                                       | 9000元 CNY (~1500$ USD) 12 000元 CNY (~2000$ USD) (2.248,20AU$ AUD) 22 000元 CNY (~3600$ USD) (2698,20AU$ AUD) | HDMI 1.4 x3                         |
| Hisense       | TV          | 65XT900 84XT900 110XT900                                                | 3840x2160           | 65" 84" 110"    | 67,78 52,45 40,05        |              | 2013                                                                          | 11 999€ | HDMI 1.4 x4                         |
| Konka         | TV          | 50X9600UE 65X9600UE 84X9600PUE                                          | 3840x2160           | 50" 65" 84"     | 88,12 67,78 52,45        |              | 2013                                                                          | 9.000元 CNY (~1.500$ USD) 22.000元 CNY (~3.600$ USD) 86 000元 CNY (~14 000$ USD)                               | 3× HDMI 1.4                         |
| LG            | TV          | 84LM9600                                                                | 3840x2160           | 84"             | 52,45                    |              | Agosto de 2012                                                                | 16 999$ USD / 19 999$ USD (MSRP) 25.000.000￦ KRW                                                              | HDMI 1.4 x4                         |
| LG            | TV          | 43UM7300PDA 49UM7300PDA 50UM7300PDA 43UM7300PSA 49UM7300PSA 50UM7300PSA | 3840x2160           | 43" 49" 50"     | ?                        | Si           | Marzo de 2019                                                                 | 600$ USD 1200$ USD 2000$ USD                                                                                   | HDMI 2.0 x3                         |
| LG            | TV          | 55LA9650 65LA9650                                                       | 3840x2160           | 55" 65"         | 80,11 67,78              | Sí           | Octubre de 2013                                                               | 3000$ USD 4500$ USD                                                                                            | HDMI 1.4 x3                         |
| LG            | TV          | 55LA9700 65LA9700                                                       | 3840x2160           | 55" 65"         | 80,11 67,78              | Sí           | 2013                                                                          | 7 400 000￦ KRW (~6600$ USD) 10 900 000￦ KRW (~9700$ USD)                                                     | HDMI 1.4 x3                         |
| LG            | TV          | 84LA9800                                                                | 3840x2160           | 84"             | 52,45                    | Sí           |                                                                               | | HDMI x?                             |
| Panasonic     | TV          | TC-L65WT600                                                             | 3840x2160           | 64,5"           | 68,31                    |              | Octubre de 2013                                                               | 5999$ USD | HDMI 2.0 x1, HDMI 1.4 x3, DP 1.2 x1 |
| Panasonic     | TV          | TX-65AX900E                                                             | 3840x2160           | 64,5"           | 68,31                    |              | Septiembre de 2014                                                            | 54999€ EUR | HDMI 2.0 x4, DP 1.2 x1              |
| Philips       | TV          | 65PFL9708 84PFL9708                                                     | 3840x2160           | 65" 84"         | 67,78 52,45              |              | Septiembre de 2013                                                            | 4.999€ 14.999€                                                                                                 | HDMI 1.4 x5                         |
| Samsung       | TV          | 85S9 98S9 110S9                                                         | 3840x2160           | 85" 98" 110"    | 51,83 44,96 40,05        | Sí           | 2013                                                                          | 44 999,99$ USD                                                                                                 | HDMI 1.4 x4 HDMI x? HDMI x?         |
| Samsung       | TV          | 55F9000 65F9000                                                         | 3840x2160           | 55" 65"         | 80,11 67,78              |              | 2013                                                                          | 6.400.000￦ KRW (~5.700$ USD) (~4331€ EUR) 8 900 000￦ KRW (~7.900$ USD)                                       | HDMI 1.4 x4                         |
| Seiki Digital | TV          | SE39UY04 SE50UY04 SE65UY04                                              | 3840x2160           | 39" 50" 65"     | 112,97 88,12 67,78       |              | Junio de 2013 Abril de 2013 Diciembre de 2013                                 | 699$USD 1500$ USD 3.000$ USD                                                                                   | HDMI 1.4 x3 HDMI 1.4 x?             |
| Sharp         | TV          | LC-60UD1 LC-70UD1                                                       | 3840x2160           | 60" 70"         | 73,43 62,94              |              | Agosto de 2013 (Japón) Junio de 2013 (Japón)                                  | 650 000¥ (~6500$ USD) 850 000¥ (~8500$ USD)                                                                    | HDMI 1.4 x4                         |
| Skyworth      | TV          | 39E780U 50E780U 55E780U 58E780U                                         | 3840x2160           | 39" 50" 55" 58" | 112,97 88,12 80,11 75,96 |              | 2013                                                                          | 3.999元 CNY (~650$ USD) 9.000元 CNY (~1.500$ USD) 11.000元 CNY (~1.800$ USD) 13.000元 CNY (~2.100$ USD)        | HDMI 1.4 x3 DP                      |
| Skyworth      | TV          | 65E810U 84E99UD                                                         | 3840x2160           | 65" 84"         | 67,78 52,45              |              | 2013                                                                          | 39.999元 CNY (~6.500$ USD) 99.999元 CNY (~16.300$ USD)                                                         | HDMI 1.4 x3 HDMI 1.4 x2             |
| Sony          | TV          | XBR-55X900A XBR-65X900A XBR-84X900A                                     | 3840x2160           | 55" 65" 84"     | 80,11 67,78 52,45        |              | Mayo de 2013 Septiembre de 2012                                               | 4999,99$ USD 6999,99$ USD 25 000$ USD                                                                          | HDMI 1.4 x4                         |
| Sony          | TV          | XBR-55X850A XBR-65X850A                                                 | 3840x2160           | 55" 65"         | 80,11 67,78              |              | Octubre de 2013                                                               | 3000$ USD 4500$ USD                                                                                            | HDMI 2.0 x4                         |
| TCL           | TV          | L50V8500A L55V8500A L65V8500A                                           | 3840x2160           | 50" 55" 65"     | 88,12 80,11 67,78        |              | 2013                                                                          | 9.000元 CNY (~1500$ USD) 12 000元 CNY (~2000$ USD) 27 000元 CNY (~4400$ USD)                                   | HDMI 1.4 x? DP                      |
| TCL           | TV          | L39E5690A L50E5690A L55E5690A L65E5690A                                 | 3840x2160           | 39" 50" 55" 65" | 112,97 88,12 80,11 67,78 |              | 2013                                                                          | 8600元 CNY (~1400$ USD) 9999元 CNY (~1600$ USD)                                                                | HDMI 1.4 x2                         |
| TCL           | TV          | 7E504D E5691                                                            | 3840x2160 4096x2160 | 50" 65"         | 88,12 71,24              |              | Septiembre de 2013                                                            | 999$ USD 4999$ USD                                                                                             | HDMI 1.4 x4 HDMI 1.4 x3             |
| Thomson       | TV          | 50UW9786 55UW9786                                                       | 3840x2160           | 50" 55"         | 88,12 80,11              |              | Octubre de 2013                                                               | 2499€ 3499€ | HDMI x?                             |
| Tongfang      | TV          | 65TX6000                                                                | 3840x2160           | 65"             | 67,78                    |              | 2013                                                                          | | HDMI 1.4 x?                         |
| Toshiba       | TV          | Regza 55X3 (Japón) 55ZL2G (Europa)                                      | 3840x2160           | 55"             | 80,11                    |              | Diciembre de 2011 (Japón) Diciembre de 2011 (Alemania) Marzo de 2012 (Europa) | 11 730$ USD 7990€                                                                                              | HDMI 1.4 x4                         |
| Toshiba       | TV          | 58Z8X 65Z8X 84Z8X                                                       | 3840x2160           | 58" 65" 84"     | 75,96 67,78 52,45        |              | Junio de 2013 (Japón)                                                         | 500 000¥ (~5.899$USD) 750 000¥ (~7299$ USD) 1 680 000¥ (~16 430$ USD)                                          | HDMI 1.4 x4                         |
| Toshiba       | TV          | 58L9363 65L9363 84L9363                                                 | 3840x2160           | 58" 65" 84"     | 75,96 67,78 52,45        |              | Septiembre de 2013                                                            | 2999£ (~2700$ USD) 5499£ (~3700$ USD) 13 999£                                                                  | HDMI x?                             |
| Vizio         | TV          | XVT551d XVT651d XVT701d                                                 | 3840x2160           | 55" 65" 70"     | 80,11 67,78 62,94        |              | Q1 2014                                                                       | | HDMI x?                             |
| Westinghouse  | TV          |                                                                         | 3840x2160           | 110"            | 40,05                    |              | 2013                                                                          | 300 000$ USD                                                                                                   | HDMI x?                             |

### Proyectores

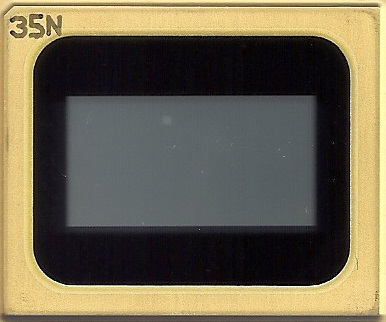
4K DLP CINEMA (Texas Instruments)

| Fabricante | Dispositivo     | Modelo                                                          | Resolución                              | Diagonal                                                                          | PPP         | Fecha de lanzamiento                                                                | MSRP        | Entradas de señal                                                                |
| ---------- | --------------- | --------------------------------------------------------------- | --------------------------------------- | --------------------------------------------------------------------------------- | ----------- | ----------------------------------------------------------------------------------- | ----------- | -------------------------------------------------------------------------------- |
| Barco      | Proyector DLP   | DP4K-23B DP4K-32B SIM 10 Galaxy 4K-12 Galaxy 4K-23 Galaxy 4K-32 | 3840x2160 3840x2400 3840x2160 3840x2160 | Hasta 23m/75 ft Hasta 32m/105 ft Hasta 23m/75 ft Hasta 23m/75 ft Hasta 32m/105 ft | varía varía | 24 de marzo de 2011 29 de noviembre de 2010 11 de julio de 2011 11 de julio de 2011 |             | DVI-D x2, 3G-SDI DVI-D x2, 3G-SDI DLDVI-D x4 DVI-D x2, 3G-SDI DVI-D x2, 3G-SDI   |
| Christie   | Proyector DLP   | D4K35                                                           | 3840x2160                               | Hasta 30.5m                                                                       | varía       |                                                                                     |             | 3G HD-SDI x2 o x4, HDMI 1.3 x2                                                   |
| Christie   | Proyector DLP   | MIRAGE D4K25 or D4K35 3d 120 Hz                                 | 4096x2160                               | Hasta 30.5m                                                                       | varía       |                                                                                     |             | 4× Twin DisplayPort input card - Dual link DVI input card - Twin HDMI input card |
| NEC        | Proyector DLP   | NC3240S                                                         | 3840x2160                               | Hasta 32 m (105 ft)                                                               | varía       | 24 de marzo de 2011                                                                 |             | HD-SDI x4, DVI-D x2                                                              |
| REDray     | Proyector láser |                                                                 |                                         |                                                                                   |             | 2013 (?)                                                                            | 10 000$ USD | HDMI x?                                                                          |
| Sony       | Proyector SXRD  | VPL-VW1000ES                                                    | 3840x2160                               | varía                                                                             | varía       | Diciembre de 2011                                                                   | 25.000$ USD | HDMI x2                                                                          |

### Videocámaras
| Fabricante | Dispositivo | Modelo   | Resolución | Megapíxeles | Soporte grabación | Fecha de lanzamiento | MSRP      | Conexiones         |
| ---------- | ----------- | -------- | ---------- | ----------- | ----------------- | -------------------- | --------- | ------------------ |
| Panasonic  | Videocámara | HC-X1000 | 4096x2160  | 18,91       | SDHC/SDXC         | Septiembre de 2014   | 3000€ EUR | AV, HDMI, XLR, USB |

### Móviles
| Fabricante | Modelo                                                                                    | Resolución pantalla                                      | Resolución cámara | Mega- píxeles | Soporte grabación | Fecha de lanzamiento | Conexiones |
| ---------- | ----------------------------------------------------------------------------------------- | -------------------------------------------------------- | ----------------- | ------------- | ----------------- | -------------------- | ---------- |
| Sony       | Sony Xperia Z5 Premium                                                                    | 3840x2160 (5,5")                                         | 3840x2160         | 23            |                   |                      |            |
| Apple      | iPhone 6S, 6S Plus, iPhone SE, iPhone 7, 7 Plus, iPhone 8, 8 Plus y iPhone X/XS/XR/XS Max | 1334x750 (4,7"), 1920 × 1080 (5,5") y 1136 x 640 (4,0'') | 3840x2160         | 12            | 4K 60 fps         |                      |            |
| Samsung    | Note 9 y Galaxy S9 y S9 Plus                                                              | 2560x1440 (5,1")                                         | 3840x2160         | 16            |                   |                      |            |
| Sony       | Xperia XZ3                                                                                | 2880x1440 (6")                                           | 3840x2160         | 20.7          |                   |                      |            |
| LG         | G3 y G7                                                                                   | 2560x1440 (5,5")                                         | 3840x2160         | 16            |                   |                      |            |
| LG         | G5                                                                                        | 2560x1440 (5,3")                                         | 3840x2160         | 16.5          | 4k 30 fps         | Abril de 2016        | USB-C      |
| LG         | G6                                                                                        | 2880x1440 (5,7")                                         | 4160x3120         | 13            | 4K 30 fps         | Abril de 2017        | USB-C      |
| Huawei     | P20/P20 Pro y Mate 20/Mate 20 Pro                                                         | 2560x1440 (5,7")                                         | 3840x2160         | 12.3          |                   |                      |            |
| Samsung    | Galaxy Note 5                                                                             | 2560x1440 (5,7")                                         | 3840x2160         | 16            |                   |                      |            |
| Motorola   | Moto Z, Moto G, Moto X                                                                    | 1920x1080 (5,5")                                         | 3840x2160         | 13            | 4k 30 fps         |                      |            |
| HTC        | One M9                                                                                    | 1920x1080 (5,0")                                         | 3840x2160         | 20            |                   |                      |            |
| Xiaomi     | Mi 4                                                                                      | 1920x1080 (5,0")                                         | 3840x2160         | 13            |                   |                      |            |
| ZTE        | Axon Lux                                                                                  | 2560x1440 (5,5")                                         | 3840x2160         | 13            |                   |                      |            |
| Microsoft  | Lumia 950 XL                                                                              | 2560x1440 (5.7")                                         | 3840x2160         | 20            |                   | Octubre de 2015      |            |
| Blackberry | PRIV                                                                                      | 2560x1440 (5.4")                                         | 3840x2160         | 21            | 4k 30fps          |                      |            |
| Blackberry | DTEK60                                                                                    | 2560x1440 (5.5")                                         | 3840x2160         | 21            | 4k 30fps          | octubre de 2016      | UBS-C      |